# Szigeti György (fizikus)
Szigeti György (Szentes, 1905. január 29. – Budapest, 1978. november 27.) Kossuth-díjas magyar fizikus, villamosmérnök, a műszaki tudományok doktora, a Magyar Tudományos Akadémia rendes tagja. Elméleti és kísérleti fizikai kutatásai elsősorban a vákuumfizikára irányultak, behatóan foglalkozott a gázkisülések fizikájával és műszaki kérdéseivel, emellett az elektrolumineszcens és a félvezető anyagok elektrotechnikai kérdéseivel. Szervezőmunkájának köszönhetően jött létre az MTA Műszaki Fizikai Kutatóintézete, amelynek 1958-tól 1974-ig alapító igazgatója volt.

## Életútja
Szigeti Gyula (1879–1929) klasszika-filológus fia. Középiskoláit az Újpesti Magyar Királyi Állami Főgimnáziumban – ahol apja is tanított – végezte el 1922-ben, majd 1926-ban megszerezte gépészmérnöki oklevelét a Királyi József Műegyetemen. Ezt követően az Egyesült Izzólámpa és Villamossági Rt. alkalmazásába lépett mint műszerész, 1928-tól 1948-ig pedig a gyár kutatólaboratóriumának mérnökeként, 1948-tól 1950-ig laboratóriumvezető főmérnökeként dolgozott. Időközben 1944 végén Bay Zoltán és Jankovich Dénes, az Egyesült Izzó kereskedelmi igazgatója több más mérnök társával együtt megmentette a deportálástól (később Szigeti ki is állt Jankovich mellett az ellene folyó koncepciós perben). 1950-ben a Távközlési Kutatóintézet átvette az Egyesült Izzó laboratóriumát, amelynek vezetője 1953-ig Szigeti maradt. Javaslatára a Kohó- és Gépipari Minisztérium 1953-ban létrehozta a Híradástechnikai Ipari Kutatóintézetet, amelynek 1957 decemberéig igazgatójaként tevékenykedett. Szervezőmunkájának köszönhetően 1958-ban megkezdte működését az MTA Műszaki Fizikai Kutatóintézete, amelynek első igazgatójaként irányította, 1974-es nyugdíjazása után pedig tudományos tanácsadóként segítette az intézetben folyó munkát. Kutatói pályafutásával párhuzamosan először 1949-ben, majd 1952-ben a budapesti műegyetem megbízott előadójaként oktatott elektrotechnikát, 1952-től 1954-ig pedig az Eötvös Loránd Tudományegyetemen volt a vákuumtechnika előadó tanára.
Fia Szigeti János (1936) fizikus, leánya Szigeti Judit (1949) vegyészmérnök.

## Munkássága
Az Egyesült Izzólámpa és Villamossági Rt.-ban tagja volt annak az alkotó mérnökközösségnek, amelyet többek között Bródy Imre, Winter Ernő, Millner Tivadar és Bay Zoltán neve fémjelzett. Pályája elején elsősorban a gáztöltésű egyenirányítók műszaki paramétereivel, a gázkisülések fizikájával foglalkozott. Ezt követően fordult figyelme az elektron- és katódsugárcsövek fejlesztési lehetőségei felé, vizsgálta elektronoptikai tulajdonságaikat, behatóan tanulmányozta az izzókatód elektronemissziója és a fém kristályszerkezete közötti összefüggéseket. Az 1930-as évek közepétől a gázkisüléses fénycsövek, a fémhalogénlámpák, a fluoreszcens és az elektrolumineszcens fényforrások, a halofoszfát-alapú fényporok elméleti és gyakorlati–mérnöki problémái foglalkoztatták. Legjelentősebb eredményei a kriptonnal töltött nagynyomású gázkisülőlámpa (1937), valamint a Bay Zoltánnal közösen fejlesztett és szabadalmaztatott szilícium-karbid-lámpa (1939), a világítódióda őse, a világon elsőként szabadalmaztatott elektrolumineszcens fényforrás volt.
A második világháborút követően vállalati és kutatóintézeti munkahelyein az elektrolumineszcencia jelenségeit és elektrotechnikai alkalmazásának lehetőségeit vizsgáló mérnökgárdát szervezett. Alapkutatásaiknak köszönhetően a második világháború után fellendült a magyarországi fénycső- és katódsugárcső-gyártás. A Híradástechnikai Ipari Kutatóintézetben a félvezető-kutatásra helyezte a hangsúlyt, itt dolgozták ki a germánium-félvezetők első típusait, ezzel megalapozva a hazai tranzisztorgyártást. Ügybuzgalmának és szervezőmunkájának volt köszönhető, hogy 1958-ban az MTA szervezeti keretein belül létrejöhetett a Műszaki Fizikai Kutatóintézet, amely igazgatóságának másfél évtizede alatt a vákuumtechnikai, szilárdtest- és félvezető-fizikai alapkutatások kiemelten fontos magyarországi műhelye lett. Irányítása alatt fontos elméleti eredményeket értek el a volfrámkutatás és a szilíciumalapú heteroátmenetek, a félvezető lézerek, a mikrohullámú és a töltéstovábbító optikai eszközök fizikai vizsgálata, elektrotechnikai alkalmazásának bevezetése terén.
Elektrotechnikai, mérnöki elgondolásait kreatív fantázia jellemezte, s noha ötleteit nem minden esetben valósította meg a gyakorlatban, egyebek mellett felvetette a világítótestek nélküli, a falat borító elektrolumineszcens fényforrások, valamint a falra akasztható síkképernyős televízió lehetőségét. Magyar és nemzetközi szabadalmak sora fűződik a nevéhez.
Egyetemi jegyzetei mellett publikációs tevékenysége kevésbé volt intenzív. Több belföldi és nemzetközi szakfolyóirat szerkesztőbizottsági munkájában részt vett.

### Szervezeti tagságai és elismerései
1954-ben a Magyar Tudományos Akadémia levelező, 1958-ban rendes tagjává választották, 1958 és 1960 között az Akadémia titkári, 1960–1961-ben főtitkár-helyettesi tisztségét töltötte be, 1961 és 1964 között pedig tagja volt az elnökségnek. Emellett több akadémiai bizottság, így például a fizikai, a szilárdtestfizikai, a vákuumtechnikai és elektronikai szakcsoportok munkájában is tevékenyen részt vett. 1954-től 1968-ig az Eötvös Loránd Fizikai Társulat főtitkári, 1968-tól 1976-ig elnöki feladatait látta el, 1976 után az egyesület díszelnöke volt, továbbá 1962-től elnökként irányította a vákuum- és vékonyréteg-fizikai szakbizottság tevékenységét. 1957-től a Tudományos és Felsőoktatási Tanács alapító tagja volt. 1962-ben tiszteleti tagjává választotta a bangalori Indiai Tudományos Akadémia (IAS), 1974-től – a közreműködésével 1968-ban alapított – Európai Fizikai Társaság (EPS) alelnöke, majd tiszteleti tagja volt. Emellett tagjává választotta a londoni Fizikai Intézet (IOP), a Nemzetközi Világítástechnikai Bizottság (CIE) és a Nemzetközi Vákuumtudományi és Vákuumtechnikai Szövetség (IUVSTA).
1959-ben Bodó Zalánnal és Szép Ivánnal megosztva a lumineszcens anyagok és félvezetők kutatása terén elért eredményeikért átvehették a Kossuth-díj második fokozatát. 1947-ben Zipernowsky-díjat kapott, 1970-ben az Eötvös Loránd Fizikai Társulat Érmével tüntették ki. Ezek mellett díjazottja volt a Magyar Népköztársasági Érdemérem arany fokozatának (1951), a Munka Érdeméremnek (1953), a Munka Érdemrendnek (1956), a Munka Érdemrend arany fokozatának (1965), a Felszabadulási Jubileumi Emlékéremnek (1970) és a Magyar Népköztársaság Zászlórendjének (1974).

### Főbb művei
- Lumineszkáló anyagok fizikája. Budapest: Mérnöki Továbbképző Intézet. 1948.
- Elektrotechnika: A bpesti Műszaki Egyetem gyengeáramú tagozat 2. éves villamosmérnökhallgatók részére. Budapest: Tankönyvkiadó. 1951.
- Elektronika: A Bpesti Műszaki Egyetem gyengeáramú tagozat 3. éves villamosmérnökhallgatók részére. Budapest: Jegyzetsokszorosító. 1952.

## Emlékezete
1998 és 2004 között nevét viselte a XII. kerületi Budai Középiskola elődintézménye, a Szigeti György Műszaki Szakközépiskola.